# L'Opéra des gueux (roman)
Cet article concerne le roman de Kaïtô Takeshi. Pour le film de Peter Brook, voir L'Opéra des gueux (film).
L'Opéra des gueux est un roman de l'écrivain japonais Takeshi Kaikō, paru en 1959.
Dans les ruines d'Osaka, au lendemain de la Seconde Guerre mondiale, des milliers de miséreux survivent par tous les moyens. Il n'y a pas dans ce roman de héros positif à proprement parler, mais on sent la sympathie de l'auteur pour ses personnages qui se débattent dans les pires difficultés, non sans humour. Le titre se réfère explicitement à Bertolt Brecht, auteur de L'Opéra de quat'sous.